# Genowefa Grabowska
Genowefa Grabowska este un om politic polonez, membru al Parlamentului European în perioada 2004-2009 din partea Poloniei.
1. ↑  Czech National Authority Database, accesat în 1 martie 2022
2. 1 2  Deputații în Parlamentul European